# Gai-Kodzor
Gai-Kodzor - Гай-Кодзор (rus) - és un poble del krai de Krasnodar, a Rússia. Es troba al vessant del Caucas occidental, a 9 km al sud-est d'Anapa i a 123 km a l'oest de Krasnodar. Pertanyen a aquest poble els khútors de Zarià i Rassvet.

## Història
L'assentament de Galkina Sxel s'establí el 1908 en terres de Raiévskaia. El 1915-1916 s'hi traslladaren refugiats armenis procedents de la regió de Trebisonda. El 8 d'octubre del 1925 aquest assentament i 5 khútors armenis, entre els quals hi havia Axkhadank, s'uniren en el poble de Gai-Kodzor amb la intenció de centralitzar l'assentament per possibilitar que s'hi instal·lés una escola.
Durant l'època soviètica s'hi establí un kolkhoz i milloraren les infraestructures, i arribà a la vila el gas natural, una escola, un club de cultura i un jardí d'infància.